# 미즈타니 유이치
미즈타니 유이치(일본어: 水谷 雄一, 1980년 5월 26일 ~ )는 일본의 전 축구 선수이다.

## 구단 경력
과거 쇼난 벨마레, 아비스파 후쿠오카, 세레소 오사카, 가시와 레이솔, 교토 상가 FC, 카탈레 도야마에서 활동하였다.